# Drie scènes uit Faust van Goethe
Alexander Loksjin componeerde zijn Drie scènes uit Faust van Goethe in 1980. Hij schreef het werk van 40 minuten voor sopraan en orkest. Loksjin heeft veel composities geschreven op teksten van literaire werken.
Hij kwam in aanraking met Faust van Goethe doordat hij een vrije vertaling verzorgd door Boris Pasternak las. Zoals zovelen werd hij gegrepen door het verhaal. Hij maakte een compositie die niet alleen de heldin (Margarete) als slachtoffer portretteerde, maar probeerde ook de psychologische achtergrond in zijn werk weer te geven. Zij zit opgesloten in haar eigen wereld. Het is daarom meer dramatische muziek geworden; toneelmuziek maar zonder toneel. De wanhoop straalt er soms vanaf, als de zangeres een recitatief houdt. De begeleiding is ook hier spaars; een volledig orkest met percussie is aanwezig maar wordt zelden volledig gebruikt.
Het werk bestaat uit 3 delen:
1. Andante;
2. Adagio;
3. Andante
  1. Andante
  2. Thema, andantino;
  3. Variatie 1; lento;
  4. Variatie 2;
  5. Tussenspel en variatie 3;
  6. Variatie 4; larghetto;
  7. Coda, andante.

Ook aan de tempo-aanduidingen kunt u zien dat het geen vrolijk klinkende muziek is geworden; de componist gaat in op de diepste roerselen van de ziel: hopeloosheid, psychologische breekbaarheid, obsessie en het alleen zijn.
Aangezien al zijn symfonieën (behalve zijn 4e) toonzettingen zijn van literaire werken, noemde hij dit werk ook wel zijn Symfonie nr. 12; het is nooit de officiële naam geworden.

## Bron
- Uitgave BIS Records.